# Гость (фильм, 1939)
«Гость» — советский фильм, экранизация рассказа Льва Канторовича «Враги». Постановка  режиссёров Адольфа Минкина и Герберта Раппапорта 1939 года, на экраны выпущен не был. Сохранился.

## Сюжет
В чум молодого чукчи-охотника Авока, посланного на отдалённый промысел в глухие северные места, неожиданно заходит гость — он называет себя заблудившимся в пурге врачом, сбившимся на пути в колхоз, просит помочь ему и обещает вылечить больную жену охотника. Авок с женой радушно принимают гостя. Авок делится с гостем всем, что ему дорого, даже своим главным секретом — он научился читать и в доказательство читает гостю вслух «Сказку о рыбаке и рыбке» — первую книгу, прочитанную им без помощи учителя, рассказывает о сокровенном — о своей мечте уехать в город учиться, с гордостью говорит о поездке на комсомольский съезд. Но этот гость оказывается вражеским диверсантом, и доверчивый Авок становится его невольным помощником, а затем и его заложником…

## В ролях
- Пётр Аржанов — гость[комм. 2][2]
- Иван Кузнецов — Авок, чукча-охотник
- Юлия Цай — Юля, его жена
- Серёжа Далыков — его сын
- Сергей Васильев — пограничник
- Зула Нахашкиев — старик
- Валентина Телегина — Почта
- Василий Меркурьев — Василий Васильевич

## О фильме
В основе сценария фильма — рассказ Льва Канторовича, он и стал автором сценария фильма. Съёмки были начаты в 1938 году.

…не был механической, буквальной экранизацией рассказа и сценарий «Гость». В нём возникли важные детали, углублявшие трактовку образов. Противопоставление молодого чукчи диверсанту — иностранцу обросло многими новыми чертами. В биографии писателя сценарий «Гость» — ещё одна выразительная страница.
— Раиса Мессер, «Жизнь и книги Льва Канторовича» 1983
Как отмечено современными киноведами, призывающий к бдительности фильм «по жанру тяготеет к триллеру».

## Судьба фильма
Картина была завершена к концу 1939 года, но на экраны не выпускалась «по тематическим соображениям». Выступая в Комитете по делам кинематографии в мае 1941 года, секретарь ЦК ВКП(б) А. А. Жданов упоминал «Гостя» как фильм с «довольно низким уровнем с точки зрения идейного содержания» и «протаскивания чуждых нам идеологических тенденций».
Киновед Валерий Фомин считает, что фильм был запрещён поскольку в нём «неправдиво изображены советские люди, как люди простоватые, которых легко проводят ловкие японские шпионы». Вероятной причиной было и то, что фильм потерял актуальность — снимался в период военного конфликта на Халхин-Голе, но конфликт окончился в сентябре 1939 года заявлением Японии о невмешательстве в будущем в конфликт в Европе с последующим подписанием Пакта о нейтралитете между СССР и Японией, и в новой ситуации фильм утратил важность.
Фильм сохранился, в 2014 году был показан на телеканале «Культура».

## Комментарии
1. ↑  В книге Е. Я. Марголита и  В. Ю. Шмырова «(Из'ятое кино). 1924—1953» упоминается лишь один режиссёр — Герберт Раппапорт.
2. ↑  Первоначально роль гостя — японского шпиона-диверстанта, с характерной внешностью, должен был играть актёр Лев Свердлин.